# Hôtel-Dieu (Beaune)

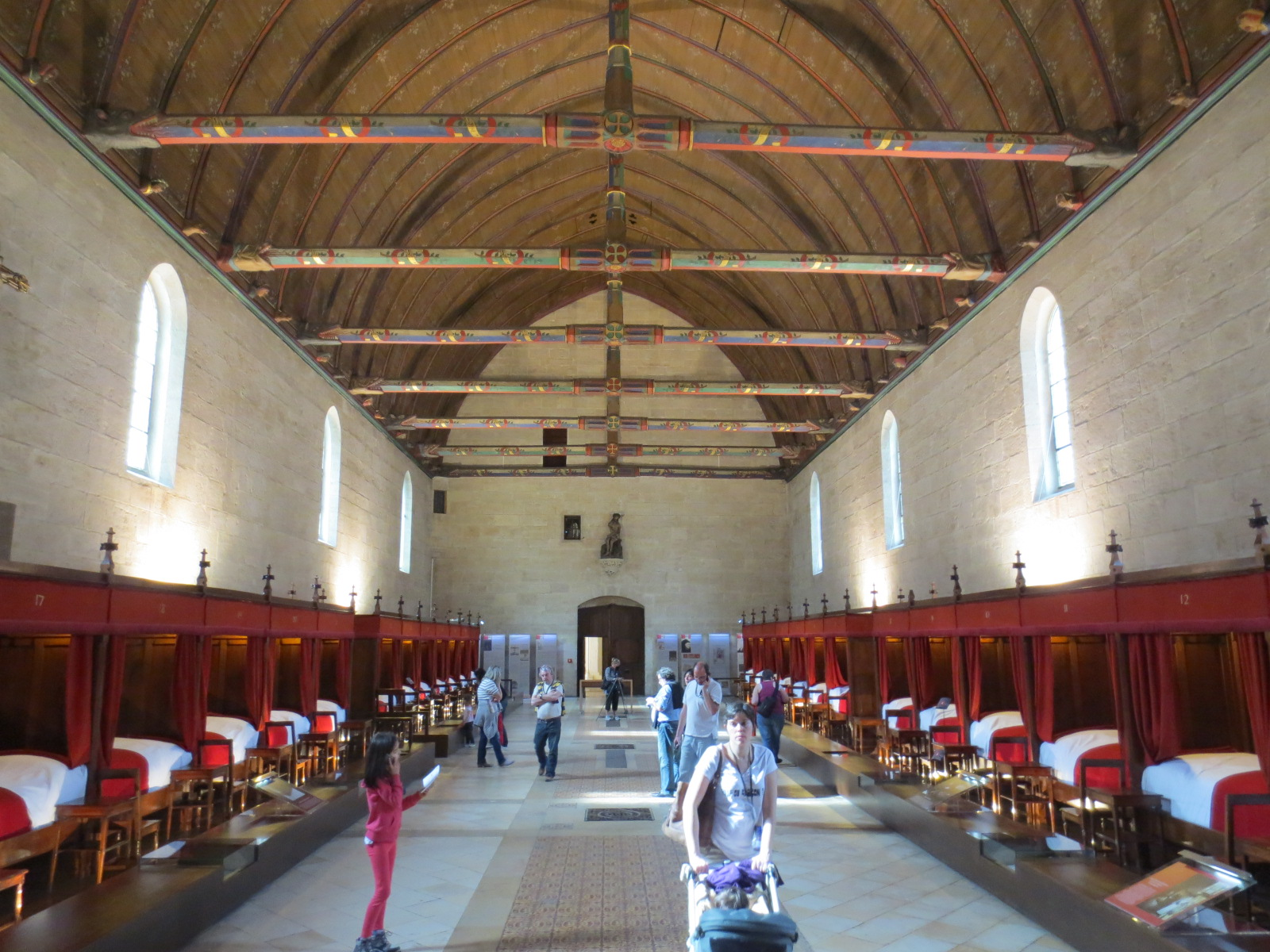
Dormitorio o grande sala des pouvres

L'Hôtel-Dieu o Hospices de Beaune è la principale architettura storica della città di Beaune, affacciato su Place Carnot.
Si tratta di un palazzo unico nel suo genere in stile tardo-gotico perfettamente conservato dal Medioevo.

## Storia
L'edificio fu fatto costruire nel 1443 da Nicolas Rolin, il celebre cancelliere del duca di Borgogna Filippo il Buono, e da sua moglie Guigone di Salins per fondare un ospedale dei poveri a seguito dei danni e della miseria in cui era caduta la città di Beaune alla fine della Guerra dei cent'anni. Fu completato nel 1452.
Durante i periodi trascorsi in Fiandra, anch'essa sottomessa al duca di Borgogna, Nicolas Rolin fu sedotto dall'architettura degli ospedali del Nord e se ne ispirò per fare edificare il suo palazzo per i poveri. Si avvalse di artigiani della regione di Beaune per l'edificazione dell'Hôtel Dieu come Jean Rateau, capo muratore e Guillaume La Rathe, maestro d'ascia, autore della freccia.
Da allora e ininterrottamente fino al XX secolo vi ebbero sede le Suore ospedaliere di Santa Marta. Un nuovo centro ospedaliero è stato costruito nel 1971 e la parte antica dell'Hôtel-Dieu è stata trasformata in museo. È noto per ospitare il Polittico del Giudizio Universale, capolavoro di Rogier van der Weyden e della pittura fiamminga in generale. Il luogo compare anche nel film Tre uomini in fuga con Louis de Funès.

## Descrizione
Con le sue facciate gotiche, l'ospedale Maggiore è ritenuto un gioiello dell'architettura medievale borgognona. I tetti policromi sembrano avere come origine l'Europa centrale; essendosi affermato, questo stile si è diffuso in Borgogna tanto da divenire tipico e tradizionale nella provincia. La facciata esterna, relativamente austera, contrasta con la ricca decorazione del cortile centrale, con i suoi famosi tetti in tegole smaltate di Borgogna, e quella dell'interno dell'edificio.

### Grande corsia deiPovres
Inaugurata nel 1452, la Grande Corsia dei Poveri ha conservato le dimensioni originali (lunga 50 m larga 14 m e alta 16 m). Al centro di questa sala, destinata ai malati, si trovavano delle tavole e delle panche apparecchiate per i pasti. Le vivande erano servite in stoviglie di peltro e non di legno come invece avveniva negli altri ospizi. Dietro ogni letto, una cassapanca permetteva alle suore di riporvi gli indumenti dei malati. L'arredamento, di ispirazione medioevale, venne ricostituito nel secolo scorso, durante il restauro della sala eseguita a partire dal 1875, da Maurice Ouradou, genero di Viollet-le-Duc. 
Il rivestimento perlinato di quercia è a volta spezzata. I draghi multicolori che "vomitano" le travi trasversali evocano i mostri infernali. I volti caricaturali di borghesi di Beaune sono accompagnati da teste di animali che simboleggia- no i loro rispettivi difetti. Qui e là, le piastrelle del pavimento sono decorate con il monogramma di Nicolas Rolin e Guigone di Salins. Sopra la porta principale si trova un Gesù in Vincoli di pregevole fattura, risalente all'inizio del Quattrocento e scolpito in un unico tronco di quercia.

### Cappella
La cappella è parte integrante della Grande Corsia dei Poveri e simboleggia la perfetta simbiosi tra i due aspetti dell'Ospedale Maggiore: quello religioso e quello medico. Permetteva ai degenti di assistere alle cerimonie religiose senza spostarsi. In origine era qui che si trovava il famoso polittico di Rogier van der Weyden, oggi visibile alla fine della visita. Qui è seppellita sotto una lapide di bronzo, Guigone di Salins. 

### Corsia di Sant'Anna
Questa corsia contava in origine quattro letti riservati alle "anime nobili", secondo la volontà espressa dal benefattore Francesco Brunet di Montforand. Sul muro è sospeso un arazzo a colori vivaci, cosparso degli stemmi e dei motti dei fondatori. Si possono osservare delle coperte sontuose che erano posate sui letti della sala dei Poveri nei giorni di festa. 

### Corsia di Sant'Ugo
Mastro Ugo Bétault fu all'origine della creazione nel 1645 di questa stanza, rivelatrice del ruolo che poteva giocare un benefattore nella storia dell'Ospedale Maggiore. Da sempre essa fu destinata ai malati, la cui presenza è qui ampiamente evocata. Le tavolette sopra i letti erano destinate ad accogliere i loro oggetti personali. Una cordicella li aiutava ad alzarsi senza sforzo. Nove degli undici affreschi, del pittore parigino Isaac Moillon, illustrano i miracoli di Cristo. I due ultimi sono dedicati a Sant'Ugo, in abito da vescovo ed in abito da certosino. Sul soffitto è rappresentato il "miracolo della piscina di Betsaida. La pala dell'altare evoca il miracolo di Sant'Ugo che resuscita due bambini morti di peste. 

### Corsia di Saint Nicolas
Destinata ad accogliere i "poveri malati in periglio mortale", la corsia di Saint Nicolas permetteva di separare i malati non gravi dagli infermi e moribondi. La corsia era di modeste dimensioni, e conteneva 12 letti occupati da malati di entrambi i sessi, cosa che scandalizzò Luigi XIV durante la sua visita nel 1658. Egli concesse dunque all'Ospedale Maggiore una rendita di 500 franchi d'oro dell'epoca per una nuova sistemazione che permettesse di separare uomini e donne. La corsia ha assunto le sue attuali dimensioni a partire dalla seconda metà del Settecento. La corsia di San Nicola ospita attualmente una mostra permanente sull'Ospedale Maggiore e la sua storia, dove è visibile tra l'altro uno stupefacente modellino in paglia, realizzato da un malato nel Settecento. Attraverso un scavo nel pavimento, ricoperto da un vetro ed illuminato, si può veder scorrere la Bouzaise. Questo corso d'acqua assicurava l'evacuazione dei rifiuti verso valle, prova dei criteri igienici che hanno ispirato la costruzione dell'edificio.

### Cortile d'onore e tetti
I suoi tetti ricoperti di tegole di terracotta, verniciate e variopinte disegnano straordinarie figure geometriche. Le due ali delle camere sono sormontate da molteplici lucernari le cui sculture e decorazioni in piombo sono delle vere opere d'arte. Due loggiati sovrapposti permettevano alle suore di compiere il loro lavoro al riparo dalle intemperie. Il calore della loro policromia in legno e terracotta contrasta con l'ala opposta, quella della Grande Corsia, in pietra e tegole d'ardesia. L'edificio che dà sulla strada è volutamente sobrio ed austero. Costruito pietra lavorata e ricoperto da un imponente tetto in ardesia, ospita la cappella, la sala dei poveri e le sale riservate alle suore ospedaliere.

### Cucina
La cucina è stata operativa, con un equipaggiamento moderno, fino al 1985 per gli ospiti della casa di riposo. Possiede un grande forno dotato di due rubinetti di acqua calda chiamati "colli di cigno". L'elemento più importante è il vasto camino gotico a due fuochi, che ha conservato gli accessori d'epoca. Un braccio articolato (il "cremale"), permetteva di avvicinare o allontanare dal fuoco i calderoni. L'elemento più spettacolare è lo spiedo del 1698, in acciaio lucidato, azionato da un piccolo automa, "Mastro Bertrando". Quest'ultimo indossa il costume tradizionale: grandi stivali morbidi, brache bianche, giustacuore rosso con bottoni dorati e berretto bianco a bordo rialzato. Sembra che giri sempre la manovella, sorvegliando senza tregua le attività della cucina.

### Farmacia
Durante il Medioevo, ogni ente ospedaliero disponeva della propria farmacia poiché non esisteva alcun tipo di produzione organizzata. La scienza farmaceutica era ancora limitata e faceva ricorso ai più svariati ingredienti ottenuti dal mondo minerale, animale e vegetale. Numerose piante venivano coltivate sul posto, nel "giardino dei semplici", situato dietro la farmacia. Nella prima sala, si trova il mortaio di bronzo del 1760, del farmacista Beaunois Claude Morelot. L'arco attaccato al pestello consentiva di alleggerire il suo peso in modo da facilitare il lavoro delle suore durante la preparazione delle medicine. Il quadro, dipinto da Michel Charles Coquelet Souville nel 1751, mostra i diversi compiti svolti nell'apoteca da Claude Morelot nel XVIII secolo: riduzione in polvere delle piante seccate, utilizzo del mortaio, distillazione nell'alambicco e cottura di un preparato medicamentoso. Sui ripiani della seconda sala c'è una collezione di 130 vasi di ceramica del 1782, nei quali venivano conservati gli unguenti, gli oli, le pillole o gli sciroppi.

### Corsia di San Luigi
Louis Bétault fu all'origine della creazione, nel 1661, della corsia di San Luigi, costruita al posto di un fienile che chiudeva il cortile dell'Ospedale Maggiore e serviva anche alla fermentazione del vino. 
Subito appresso si trovavano i forni degli Ospizi, destinati alla cottura del pane distribuito quotidianamente ai poveri riuniti sotto il portico. Nel 1828 fu concluso un contratto con i fornai di Beaune, che assunsero questo incarico. I forni caddero in disuso, permettendo così di ingrandire la corsia di San Luigi. La fontana è il monumento principale di questa corsia anch'essa consacrata ai malati.